# باشگاه فوتبال براگانزا
باشگاه فوتبال براگانزا (به پرتغالی: Grupo Desportivo de Bragança) یک باشگاه فوتبال حرفه‌ای در کشور پرتغال است که در سال ۱۹۴۳ تأسیس شده‌است.

## ورزشگاه خانگی
این باشگاه فوتبال حرفه‌ای، مسابقات خانگی خود را در ورزشگاه Municipal de Bragança که دارای ظرفیت ۵۰۰۰ نفر است برگزار می‌کند.